# Brandon Vera
Brandon Michael Vera (ur. 10 października 1977 w Norfolk) – amerykański zawodnik mieszanych sztuk walki (MMA), grappler oraz kick-boxer filipińskiego pochodzenia, zwycięzca turnieju WEC wagi ciężkiej z 2005 oraz mistrz świata ONE Championship z 2015 w wadze ciężkiej, zawodnik Ultimate Fighting Championship (UFC) w latach 2005–2013. Posiadacz czarnego pasa w brazylijskim jiu-jitsu.

## Wczesne życie
Brandon Vera dorastał w domu, w którym było siedmiu chłopców i trzy dziewczynki. Urodził się z filipińskiego ojca, Ernesto, i włoskiej matki, ale wychowywany był przez filipińską macochę, Amelię. Poza rodziną, w której się wychował, ma jeszcze dwóch braci i siostrę, którzy okazjonalnie uczestniczyli w jego życiu. Wychował w Norfolk, Virginia i uczęszczał do Lake Taylor High School, gdzie wyróżniał się w zapasach i zdobył czteroletnie stypendium sportowe na Old Dominion University. Porzucił jednak uczelnię po półtora roku, gdy poczuł, że studia nie są dla niego. Zaciągnął się do Sił Powietrznych Stanów Zjednoczonych, gdzie dołączył do drużyny zapaśniczej i trenował w United States Olympic Training Center w Colorado Springs. Jego wojskowa kariera zapaśnicza została przerwana w 1999 roku, kiedy to zerwał więzadła w prawym łokciu. Operacja artroskopowa naprawiła więzadła, ale w wyniku tego doświadczenia doszło do uszkodzenia nerwów, co uniemożliwiło mu posługiwanie się prawą ręką. Został zwolniony z Sił Powietrznych na podstawie zwolnienia lekarskiego.
Po tym wrócił do Wirginii, gdzie systematycznie rehabilitował swoje ramię i w końcu był na tyle sprawny, aby wziąć udział w zawodach grapplerskich i  submission wrestlingu na wschodnim wybrzeżu. Tam, jego samotne metody treningowe zwrócił uwagę Lloyd Irvin, posiadacz czarnego pasa i tytułu trenera brazylijskiego jiu-jitsu, który zaprosił go do trenowania w swoim klubie. Tam też rozpoczął treningi mieszanych sztuk walki.

## Kariera MMA
W MMA zadebiutował 6 lipca 2002 pokonując Adama Rivera. 22 stycznia 2005 wygrał turniej World Extreme Cagefighting wagi ciężkiej pokonując jednego wieczoru Andre Mussiego oraz Mike'a Whiteheada. 3 października 2005 zadebiutował w Ultimate Fighting Championship (UFC) nokautując Fabiano Schernera. Po trzech kolejnych zwycięstwach (m.in. nad Frankiem Mirem) które kończył przed czasem, na UFC 77 przegrał swoją pierwszą zawodową walkę z Timem Sylvią. 7 czerwca 2008 przegrał drugi pojedynek z rzędu, z Brazylijczykiem Fabricio Werdumem.
29 sierpnia 2009 na UFC 102 pokonał na punkty pochodzącego z Polski Krzysztofa Soszyńskiego. W 2008 zszedł do wagi półciężkiej (-93 kg). W latach 2009–2011 przegrał trzy pojedynki z rzędu: z wielokrotnym mistrzem UFC Randym Couturem, Jon Jonesem oraz Thiago Silvą, co skutkowało rozwiązaniem kontraktu. Niecały miesiąc po ostatniej walce, komisja sportowa stanu Nevada zawiesiła Brazylijczyka z powodu podmienienia próbki moczu na syntetyczną substancję. Silva został ukarany rokiem zawieszenia, karą finansową oraz zmianą statusu walki ze zwycięstwa na no-contest. W związku ze zmianą werdyktu kontrakt Very został przywrócony. W kolejnych latach uzyskał bilans 1-2. Po przegranej z Benem Rothwellem 31 sierpnia 2013 został ponownie zwolniony z organizacji.
5 grudnia 2014 zadebiutował w największej azjatyckiej organizacji ONE Championship nokautując Igora Subore. Rok później 11 grudnia 2015 został mistrzem tejże organizacji w wadze ciężkiej nokautując Paula Chenga w 26 sekundzie pojedynku.

## Osiągnięcia

### Mieszane sztuki walki
- 2005: WEC Heavyweight Grand Prix – 1. miejsce w turnieju wagi ciężkiej
- 2015: mistrz ONE Championship w wadze ciężkiej

### Kick-boxing
- 2002: WKA USA Nationals & Team Trials – 1. miejsce w kat. +91 kg[8]

### Grappling
- Grappler's Quest – ośmiokrotny zwycięzca turnieju brazylijskiego jiu-jitsu[9]
- 2003: Mistrzostwa Panamerykańskie IBJJF w Jiu-jitsu – 1. miejsce w kat. superciężkiej, niebieskie pasy[10]
- 2004: Mistrzostwa Panamerykańskie IBJJF w Jiu-jitsu – 1. miejsce w kat. superciężkiej, purpurowe pasy[11]
- 2006: Mistrzostwa Panamerykańskie IBJJF w Jiu-jitsu – 2. miejsce w kat. superciężkiej, brązowe pasy[12]